# دره دروازه
دره دروازه یک منطقهٔ مسکونی در افغانستان است که در ولایت بامیان واقع شده‌است.